# Tema de Bulgaria

1045, el thema de Bulgaria.

El tema de Bulgaria fue un antiguo tema (división administrativa) del Imperio bizantino establecida por el emperador Basilio II después de la victoria sobre Samuel de Bulgaria (997-1014) y la caída del Primer Imperio búlgaro en 1018. Comprendía las amplias regiones de Skopie y Ohrid (la actual Macedonia del Norte y el sur de Serbia). Su capital fue Skopje, y gobernada por un estratego. Dos grandes rebeliones tuvieron lugar en la región, la Rebelión de Pedro Delyan (1040-1041) y la Rebelión de Jorge Voiteh (1072). Después de 150 años, el Imperio búlgaro fue restaurado, con la Rebelión de Asen y Pedro en 1185.